# Lauca (fiume)
Il Lauca è un fiume cileno-boliviano che nasce in un altopiano situato nella regione cilena di Tarapacá, attraversa le Ande e si getta nel lago Coipasa, in Bolivia.
Il corso superiore del fiume si trova entro i confini del Parco Nazionale Lauca, nella Provincia di Parinacota. Il Lauca riceve le acque della Laguna di Cotacotani attraverso il fiume Desaguadero. In questo settore esiste un tipo di palude noto come Bofedal de Parinacota, in cui convergono diversi corsi d'acqua.
Uscendo dalla palude di Bofedal, il fiume scorre verso ovest. Più avanti la Cordillera Central (nota anche come Chapiquiña) costituisce un ostacolo impossibile da attraversare, costringendo il corso del fiume a deviare verso sud. Nelle vicinanze del vulcano Guallatiri, il Lauca modifica ancora il suo corso, stavolta verso est, passando dal Cile alla Bolivia nei pressi di Macaya, ad un'altitudine di 3 892 metri e con una portata di circa 2,6 m³/s. In Cile il fiume drena una superficie di 2350 km².
Nell'altopiano boliviano, il Lauca raccoglie le acque dei fiumi Sajama e Coipasa, accrescendo la sua portata fino a 8 m³/s prima di svoltare verso sud e gettarsi infine nel lago Coipasa.
Nel 1930, il governo cileno iniziò ad utilizzare le risorse idriche del fiume Lauca per l'irrigazione nella valle di Azapa, causando una decisa proteste diplomatica da parte del governo boliviano che sosteneva che le autorità cilene stavano alterando il corso di un fiume internazionale. Il Cile ha sempre risposto che il naturale corso del fiume non veniva modificato, in quanto i lavori eseguiti non incidevano sul corso del fiume in Bolivia. Il contenzioso fra i due Paesi, iniziato nel 1939, ha provocato tensioni diplomatiche fino al 1960.